# 승안 (금)
승안(承安, 1196년 11월 ~ 1200년)은 금나라 장종(章宗) 완안 경(完顔 璟)의 두번째 연호이다. 4년 1개월 가량 사용하였다.

## 개원
- 명창(明昌) 7년 11월 23일[1](1196년 12월 14일)에 연호를 승안(承安)으로 개원함.[2][3][4]

- 승안(承安) 5년 12월 1일[5](1201년 1월 7일)에 연호를 태화(泰和)로 정하고, 다음 해 1월 1일[6](1201년 2월 5일)에 개원함.[7][8][4]

## 연대 대조표
| 승안       | 원년            | 2년        | 3년        | 4년        | 5년        |
| 서기(西紀) | 1196년          | 1197년     | 1198년     | 1199년     | 1200년     |
| 간지(干支) | 병진(丙辰)      | 정사(丁巳) | 무오(戊午) | 기미(己未) | 경신(庚申) |
| 남송(南宋) | 경원(慶元) 원년 | 2년        | 3년        | 4년        | 5년        |

## 동시대 연호

### 중국
송(宋)
- 경원(慶元) (1195년 ~ 1200년)

서하(西夏)
- 천경(天慶) (1194년 ~ 1206년)

대리국(大理國)
- 정안(定安) (1195년 ~ 1200년)
- 봉력(鳳曆) (1200년 ~ 1203년?)

서요(西遼)
- 천희(天禧) (1177년 ~ 1211년)

### 베트남
- 티엔뜨자투이(天資嘉瑞) (1186년 ~ 1202년)

### 일본
- 겐큐(建久) (1190년 ~ 1199년)
- 쇼지(正治) (1199년 ~ 1201년)

## 같이 보기
- 다른 왕조의 같은 연호
  - 일본(日本) 조안(承安, 1171년 ~ 1175년)

- 중국의 연호 목록